# New Farnley
New Farnley – wieś w Anglii, w West Yorkshire, w dystrykcie Leeds. Leży 6 km od miasta Leeds, 13,2 km od miasta Wakefield i 272,1 km od Londynu. W 2001 miejscowość liczyła 2548 mieszkańców.